# Belize (distrito)
Belize é um distrito de Belize com uma área de 4.205 km², sua capital é a Cidade de Belize. No último censo realizado em 2022, a população do distrito era de 113.630 habitantes.
Além da capital, o distrito conta com a cidade de San Pedro e 37 vilas, estas sendo: Bermudian Landing, Biscayne, Bomba, Boston, Burrell Boom, Caye Caulker, Corozalito, Crooked Tree, Double Head Cabbage, Flowers Bank, Freetown Sibun, Gale Point, Gardenia, Gracie Rock, Hattieville, Isabella Bank, La Democracia, Ladyville, Lemonal, Lord's Bank, Lucky Strike, Mahogany Heights, Maskall, May Pen, Mile 25 Village, Rancho Dolores, Rock Stone Pond, Sand Hill, Santana, Scotland Halfmoon, St. Ann's Village, St. George's Caye, St. Paul's Bank, Western Paradise e Willows Bank.